# Cappella di Sant'Agostino

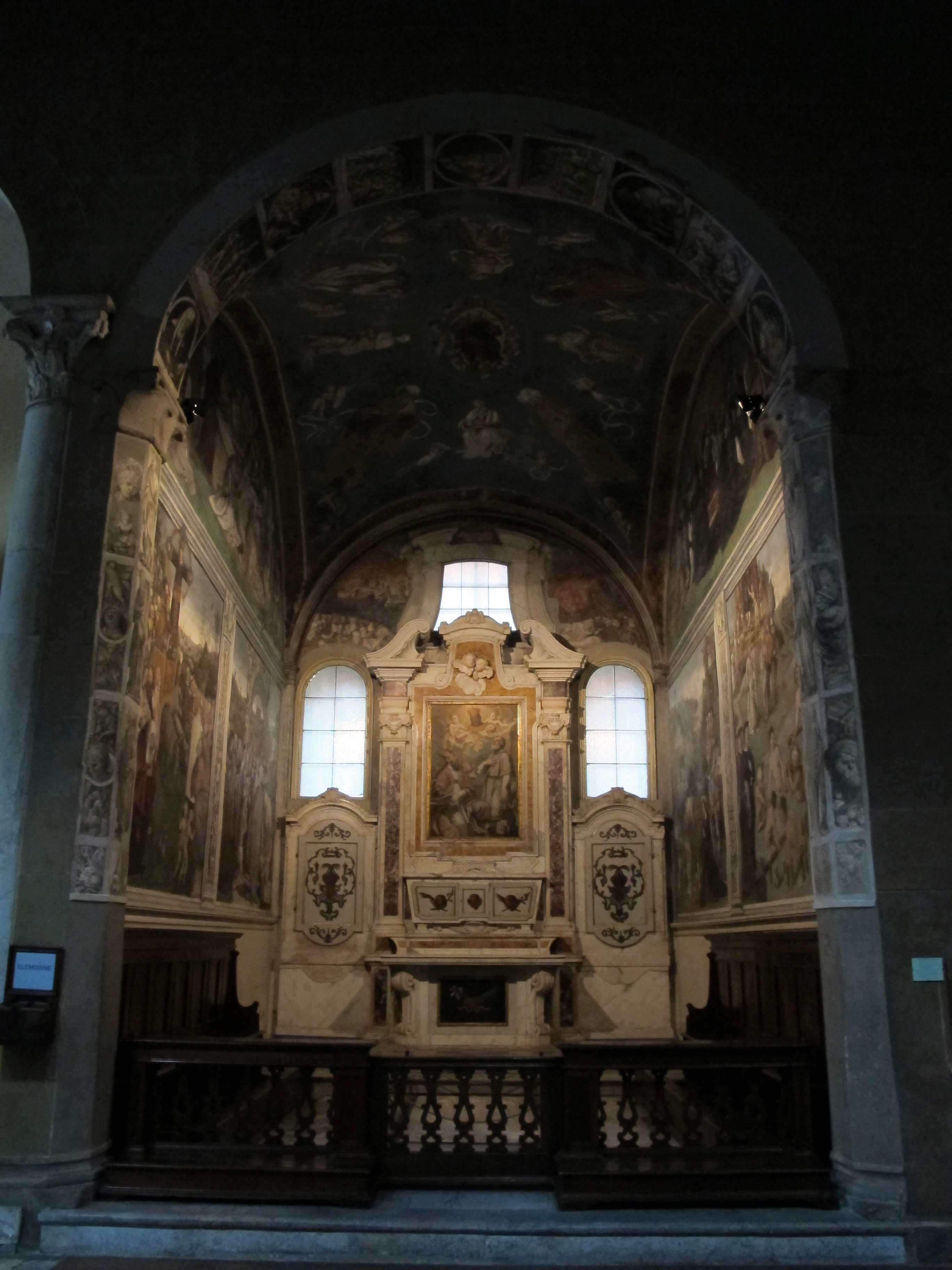
Cappella di Sant'Agostino

La cappella di Sant'Agostino si trova nella navata sinistra della basilica di San Frediano a Lucca. È soprattutto nota per il ciclo di affreschi di Amico Aspertini (1508-1509), considerato tra i capolavori dell'artista.

## Storia
La cappella venne costruita nel 1506 e decorata nel 1508-1509 con un ciclo di affreschi su sant'Agostino e su episodi della vita religiosa lucchese dal bolognese Aspertini, su commissione del priore Pasquino Cenami, che venne sepolto in questa cappella (sua è la lastra tombale sul pavimento, attribuita Niccolao Cividali, forse su disegno dello stesso Aspertini). 
Gli affreschi vennero ammirati da Vasari come "cosa degna di lode". La ricostruzione dell'altare nel XVIII secolo ha comportato la distruzione della scena centrale degli affreschi.

## Descrizione e stile

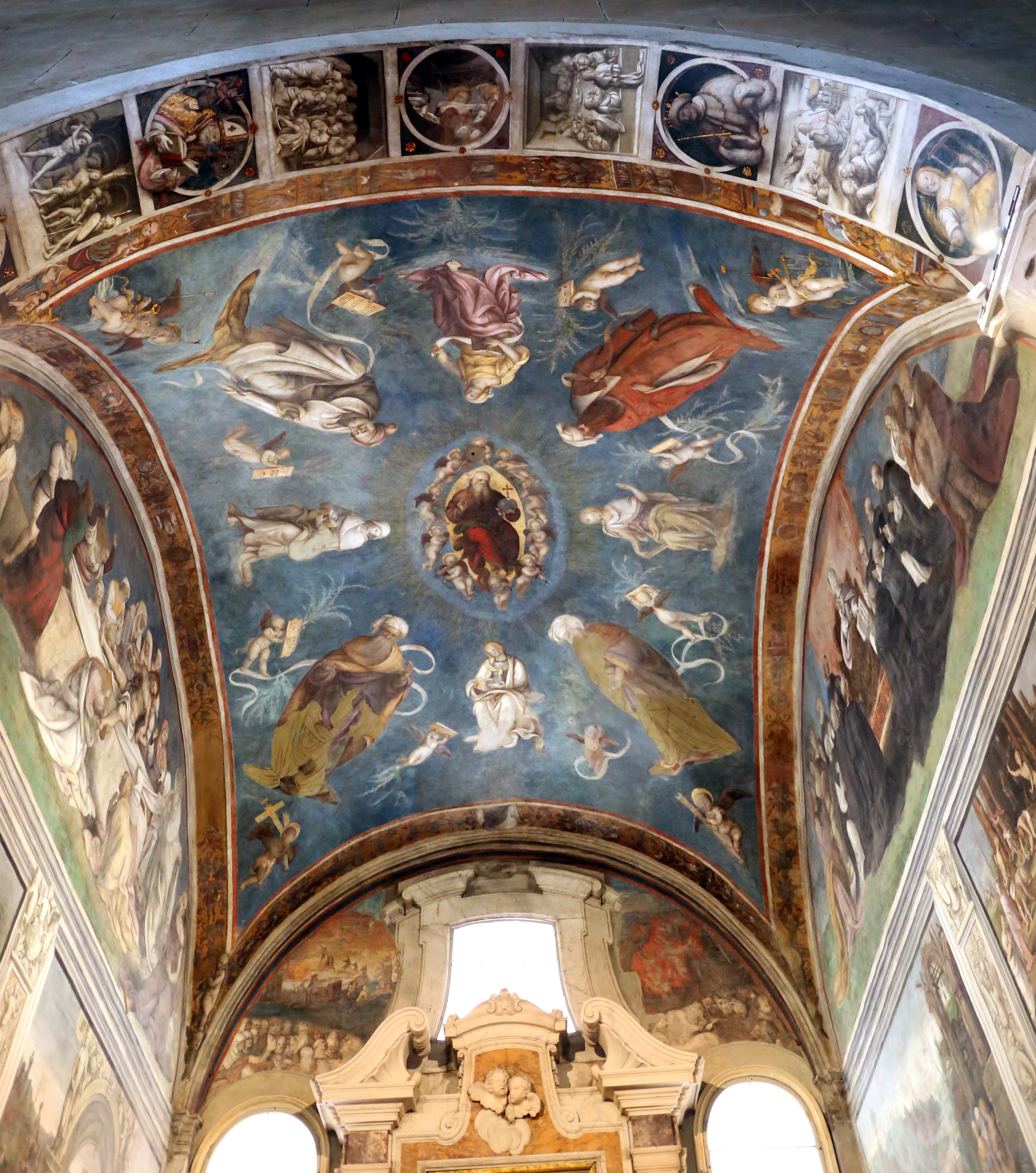
La volta

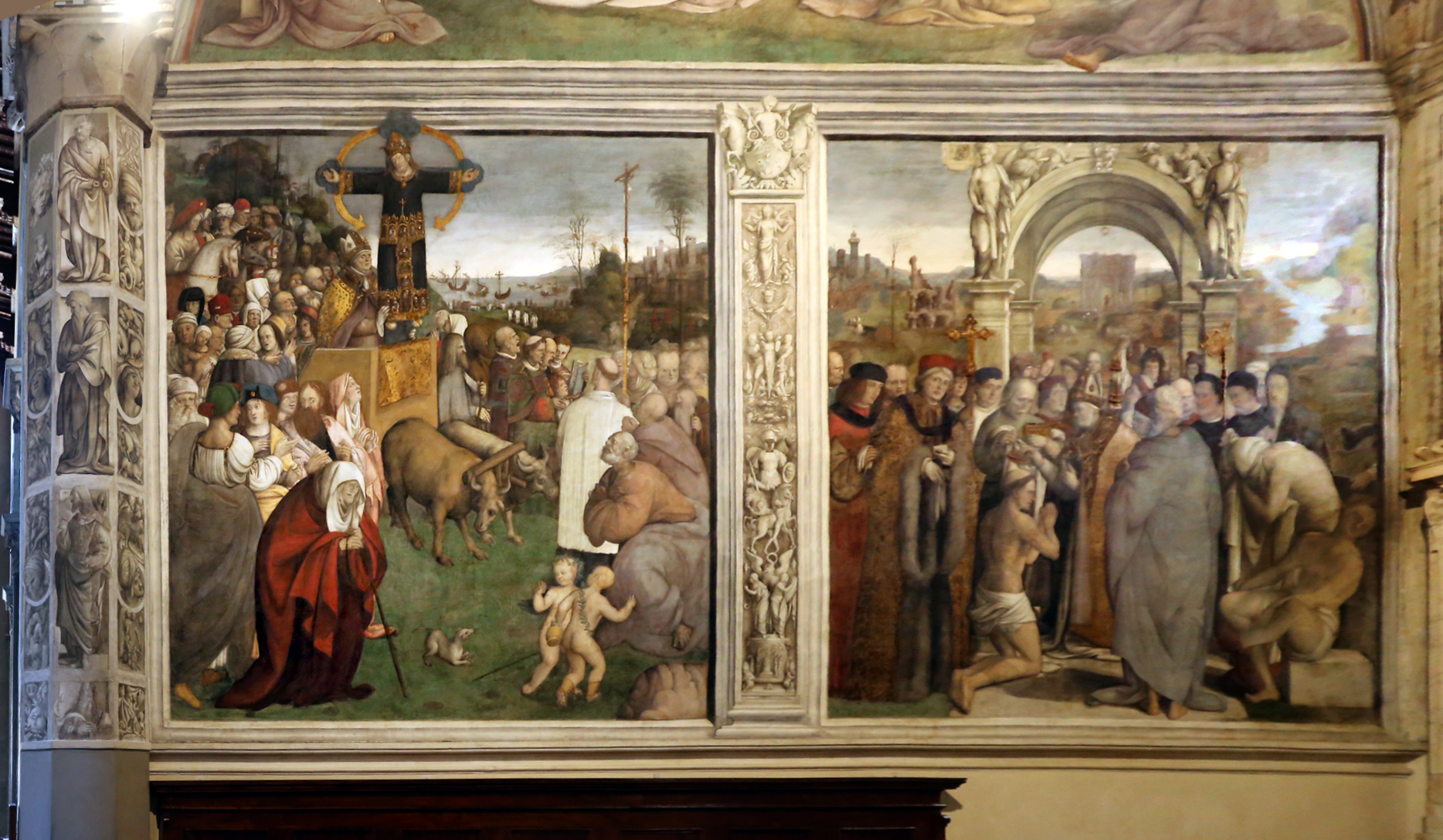
Trasporto del Volto Santo a Lucca e Sant'Ambrogio che battezza sant'Agostino

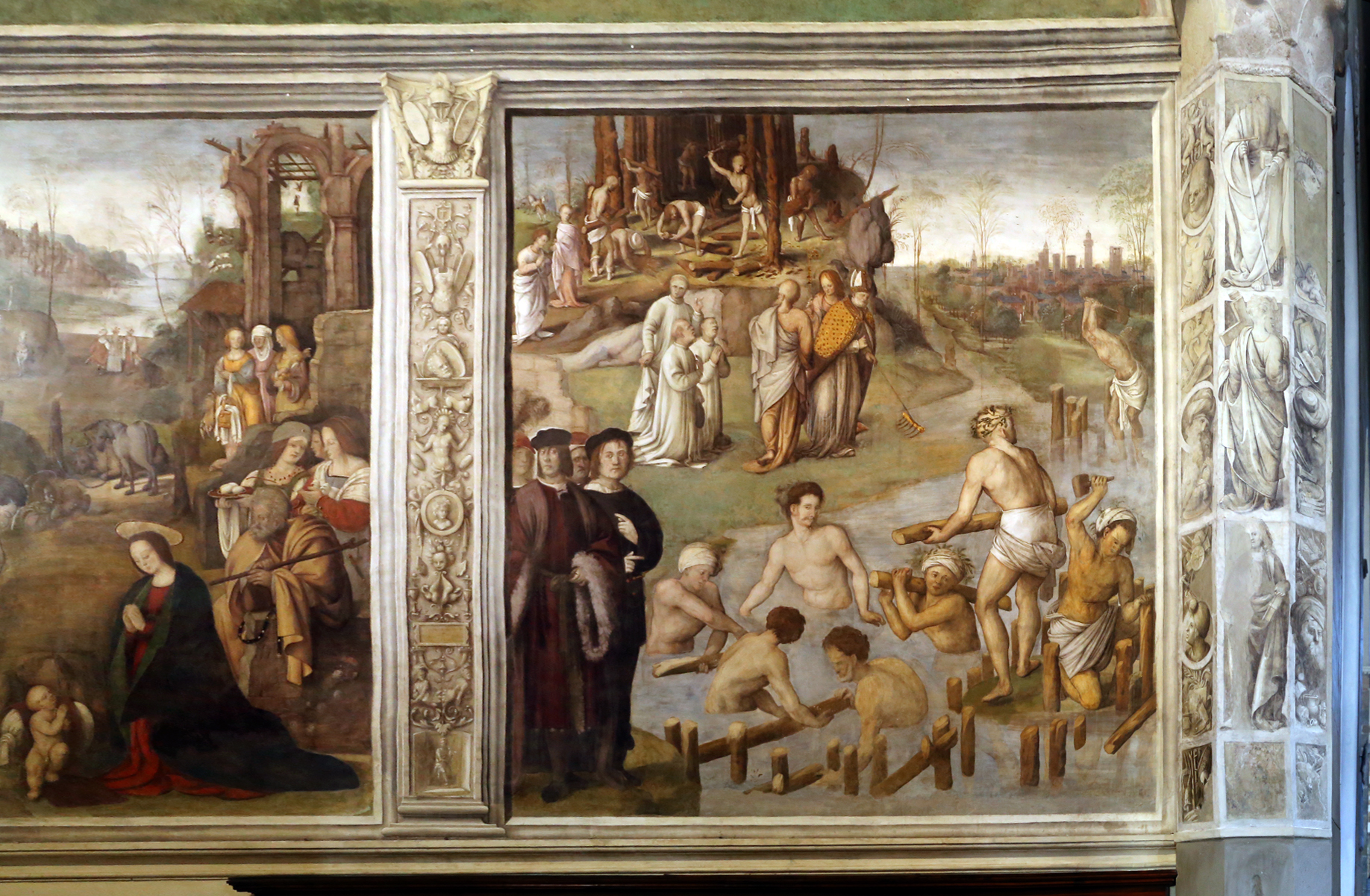
Deviazione del Serchio

Gli affreschi si dispiegano sull'arcone centrale (pilastri a monocromo e sott'arco), e sulle pareti con due grandi riquadri per lato (280x280 cm ciascuno), sormontati a due a due da un lunettone.
La parete destra presenta in basso la scena di San Frediano che argina il Serchio (scena trattata in modo inconsuetamente realistico, con il santo in secondo piano e una serie di operai che piantano palafitte nell'alveo del fiume, mentre altri abbattono alberi per il legname, alla presenza di una serie di personaggi in costume contemporaneo in cui Vasari riconobbe vai notabili lucchesi dell'epoca, compreso un autoritratto del pittore).
Accanto ad esso la Natività di Cristo, scena meno spregiudicata, che risente di schemi tradizionali ispirati a Francesco Francia, maestro dell'Aspertini. 
Nel lunettone l'Approvazione della regola di sant'Agostino. 
Sulla parete centrale restano solo due spicchi del Giudizio Universale alle estremità, in cui si vedono alcuni beati accompagnati in paradiso a sinistra e una rappresentazione dell'Inferno a destra.
Segue in senso orario, sulla parete sinistra, Sant'Ambrogio che battezza sant'Agostino, impostata secondo uno schema simmetrico, in cui spicca un articolato ciborio e un paesaggio punteggiato di ruderi romani, tra cui si riconosce l'Arco di Tito.
La scena successiva è la più celebre del ciclo, il Trasporto del Volto Santo da Luni a Lucca, che vuole omaggiare la preziosa reliquia lucchese che sostò proprio appena arrivata in città, nella preesistente cappella un tempo qui situata, detta della Croce. Basandosi sul racconto di Leobino, la scena mostra il Volto Santo (nella forma cinquecentesca), che è portato in processione su un carro tirato da giovenche, preceduto dal clero e da un gruppo di cantori. Sullo sfondo si nota una veduta del porto di Luni. In primo piano trovano posto alcune scene minori, come la vecchia incurvata che assiste, o i due putti rincorsi da un cane. 
Sul lunettone superiore il Compianto sul Cristo morto deposto nel sepolcro.
La volta mostra, su uno sfondo azzurro il Dio Padre tra profeti, sibille e angeli. Vi sono rappresentati Isaia, Geremia, Ezechiele, Elia e le sibille Libica, Delfica, Cumana e Tiburtina. 
I pilastrini dell'arcone di ingresso presentano grottesche a monocromo (di ispirazione romana, con influssi bolognesi e ferraresi), e figure di santi (Pietro, Simone, Simone e Giacomo, Andrea e Giovanni). Sull'arcone, entro riquadri prospettici, storie di Cristo a monocromo e busti di santi colorati (Zita, Cassio, Fausta e Riccardo). 
Le scene sono lodate dalla critica per la loro originalità anticlassica, in cui confluiscono molte influenze legate alle personalità più eccentriche della scena europea (Cranach, Dürer e Luca di Leida, tenuti a mente attraverso le incisioni).